# Selago capituliflora
Selago capituliflora är en flenörtsväxtart som beskrevs av Robert Allen Rolfe. Selago capituliflora ingår i släktet Selago och familjen flenörtsväxter. Inga underarter finns listade i Catalogue of Life.